# Ettore Lorenzo Frapiccini
Ettore Lorenzo Frapiccini (geboren am 17. November 1957 in Buenos Aires) ist ein italienischer Graveur und Medailleur.

## Werdegang

Italienische Kursmünze zu 5 Cent (seit 2002)

Ettore Lorenzo Frapiccini wurde als Sohn eines Malers in Buenos Aires geboren und lebt seit 1964 in Italien. Nach dem Besuch einer staatlichen Kunstschule studierte er vorübergehend an einer Universität und von 1979 bis 1981 an der Scuola dell’Arte della Medaglia – Giuseppe Romagnoli des Istituto Poligrafico e Zecca dello Stato. Frapiccini arbeitete nach seiner Ausbildung zunächst bei Emilio Senese in Mailand und bei Picchiani & Barlacchi in Florenz als Graveur. Seit 1984 ist er Mitarbeiter des Istituto Poligrafico in Rom. Dort war für den Entwurf oder Stich zahlreicher Münzen verantwortlich. Ein auch außerhalb Italiens bekannter Entwurf Frapiccinis ist die Bildseite der italienischen Euromünzen zu 5 Cent mit dem Kolosseum in Rom. Für die italienische Münzprägeanstalt gestaltete Frapiccini auch viele Ausgaben der san-marinesischen und vatikanischen Euromünzen.

## Werke (Auswahl)
- Gedenkmünzen aus Silber zu 100 Lire, 200 Lire und 500 Lire anlässlich des 900. Jahrestags der Gründung der Universität Bologna (1988);
- Gedenkmünze aus Messing zu 200 Lire anlässlich der Jahrhundertfeier der Lega Navale Italiana (Rückseite, 1997);
- Gedenkmünze aus Aluminiumbronze zu 200 Lire zum 30. Jubiläum des Comando carabinieri per la tutela del patrimonio culturale (Rückseite, 1999);
- Bildseite der italienischen Euro-Kursmünze zu 5 Cent (seit 2002);
- Stich der Bildseite der san-marinesischen Euro-Kursmünzen (2002 bis 2016, nach Entwürfen von František Chochola);
- 2-Euro-Gedenkmünze von San Marino für Bartolomeo Borghesi (2004);
- 2-Euro-Gedenkmünze der Vatikanstadt zum XX. Weltjugendtag in Köln (2005, nach einem Entwurf von Daniela Longo);
- Stich der Bildseite der Euro-Kursmünzen der Vatikanstadt zu 5 Cent und 1 Euro mit dem Wappen des Camerlengo Eduardo Martínez Somalo (2005, nach einem Entwurf von Daniela Longo);
- 2-Euro-Gedenkmünze von San Marino anlässlich des 200. Geburtstag von Giuseppe Garibaldi (2007);
- 2-Euro-Gedenkmünze von San Marino zum Europäischen Jahr des interkulturellen Dialogs (2008);
- 2-Euro-Gedenkmünze zum 150. Jahrestag der Vereinigung Italiens (2011);
- Silber-Gedenkmünze zu 5 Euro aus der Serie Italia delle Arti (2016).